# Синсинати бенгалси
Синсинати бенгалси (енгл. Cincinnati Bengals) су професионални тим америчког фудбала са седиштем у Синсинатију у Охају. Утакмице као домаћин клуб игра на стадиону Пол Браун. Такмичи се у АФЦ-у у дивизији Север. Клуб је основан 1968. и до сада није мењао назив.
„Бенгалси“ до сада нису били шампиони НФЛ-а. Маскота клуба је бенгалски тигар „Ху Деј“.